# Eigennamenunterstreichung
Die in der chinesischen Schrift verwendete Eigennamenunterstreichung (chinesisch 專名號 / 专名号, Pinyin zhuānmínghào) ist ein Symbol der chinesischen Schrift, das verwendet wird, um Eigennamen (zhuānmíng) – d. h. Personennamen, Ortsnamen/geographische Namen, Dynastiebezeichnungen, Organisationsnamen etc. – im Text kenntlich, und ihn damit transparenter zu machen.
Zum Beispiel wird der Satz „Ich komme aus Deutschland.“ im Chinesischen chinesisch 我來自德國. / 我来自德国., Pinyin Wǒ láizì Déguó. geschrieben, wobei der Name des Landes (hier: Deutschland) unterstrichen wird.
Die Unterstreichung zur Kennzeichnung der Eigennamen dient als ähnliches Mittel wie die Großschreibung im Deutschen und wird überwiegend in chinesischen Lexika – wie beispielsweise dem Cihai – verwendet.
Zur Kenntlichmachung von Trennungen in Eigennamen im Chinesischen siehe auch Mittelpunkt.